# Lúcio Anício Galo
Lúcio Anício Galo (em latim: Lucius Anicius Gallus) foi um político da gente Anícia da República Romana eleito cônsul em 160 a.C. com Marco Cornélio Cetego. Foi o primeiro de sua gente a chegar ao consulado.

## Campanhas na Ilíria
Galo foi pretor peregrino em 168 a.C. e recebeu do cônsul Emílio Paulo a condução da Terceira Guerra Ilírica contra Gêncio, rei dos ilírios, que haviam se revoltado contra Roma e se aliado a Perseu da Macedônia (no contexto da Terceira Guerra Macedônica). Ele estava acampado perto de Apolônia e recebeu ordens de se juntar a Ápio Cláudio, que estava perto do rio Genuso, para coordenarem entre si a campanha.
Informado que os piratas ilírios estavam arrasando a costa entre Apolônia e Dirráquio, Lúcio Anício decidiu liderar a frota contra os navios dos piratas, capturando alguns e provocando a fuga dos demais. Logo depois, correu para levar ajuda a Ápio Cláudio e seus aliados bessanitas, que estavam cercados pelas tropas de Gêncio. A notícia da chegada de novas tropas romanas assustou o rei ilírio, que levantou o cerco e se refugiou em sua capital, Escodra, enquanto o resto de seu exército se rendeu aos romanos. Como Lúcio Anício foi clemente com os que se renderam, a maior parte das cidades ilírias se rendeu ao exército romano, o que permitiu que ele rapidamente chegasse em Scodra. À frente das muralhas da cidade, Gêncio perfilou seu exército para enfrentar os romanos, mas foi facilmente derrotado. O rei, aterrorizado, pediu uma trégua de três dias e foi atendido. Gêncio esperava que, neste ínterim, seu irmão Caravâncio conseguisse chegar com reforços. Com a demora e sem apoio dos macedônios, Gêncio abandonou a cidade e foi até o acampamento romano para se render incondicionalmente.
Lúcio Anício então conquistou Scodra e imediatamente liberto os legados aprisionados pelos ilírios e enviou um deles, Marco Perperna, a Roma para informar o Senado da derrota completa de Gêncio, o que levou à declaração de três dias de festividades pela vitória. A campanha inteira durou menos de trinta dias.
Seu mandato foi prorrogado para o ano seguinte, durante o qual Anício pacificou a região do Epiro e supervisionou a reorganização dos reinos da Ilíria em três pequenas repúblicas. Em 166 a.C., ainda envolvido nas operações no Epiro, voltou para Roma e celebrou seu triunfo sobre Gêncio.

## Consulado (160 a.C.) e anos finais
Anício foi eleito cônsul em 160 a.C. com Marco Cornélio Cetego. Durante seu mandato foram celebrados os jogos funerários de Lúcio Emílio Paulo Macedônico, que contaram com a apresentação da peça Adelphoe, de Terêncio. Cícero conta que este ano era lembrado pela sua excepcional safra de vinho.
Em 155 a.C., foi um dos embaixadores enviados à corte de Prúsias II, rei da Bitínia, para mediar um confronto contra Átalo II, rei de Pérgamo e aliado de Roma. A delegação se encontrou primeiro com Átalo e, depois, com Prúsias, que rejeitou os termos de paz propostos pelos romanos. Quando retornaram à corte de Átalo, os romanos o aconselharam a organizar sua defesa, mas que não iniciasse a guerra. No caminho de volta a Roma, eles dissuadiram os estados que atravessaram de prestarem qualquer apoio a Prúsias.